# Heinrich-Christian-Burckhardt-Medaille
Die Heinrich-Christian-Burckhardt-Medaille (kurz oft auch nur Burckhardt-Medaille) wird seit dem Jahr 1954 von der Forstlichen Fakultät der Georg-August-Universität Göttingen für Verdienste um die Forstwissenschaft und deren praktische Anwendungen verliehen. Sie soll zudem an das Werk des bedeutenden niedersächsischen Forstmannes Heinrich Christian Burckhardt (1811–1879) erinnern. Mit der Verleihung nahm die Fakultät die Tradition der 1932 von der damaligen Forstlichen Hochschule Hann. Münden geschaffenen Burckhardt-Medaille wieder auf. Die Medaille wird in unregelmäßigen Abständen verliehen, meist im Rahmen besonderer Anlässe wie etwa einer Forstlichen Hochschulwoche oder bei Abschlussfeiern.

„Die Fakultät will mit der Verleihung Persönlichkeiten ehren, die sich um die Forstwissenschaft, um ihre praktische Auswirkung, sowie um Förderung der Forstlichen Fakultät in Forschung und Lehre besonders verdient gemacht haben. Der Name Heinrich Christian Burckhardts soll den Geist der Verbundenheit der zu ehrenden Persönlichkeiten mit der Forstlichen Fakultät in Hann. Münden in besonderer Weise zum Ausdruck bringen.“

Die enge Verbindung der Forstlichen Fakultät mit Burckhardt ist darin zu sehen, dass 1868 mit auf Betreiben Burckhardts in Hann. Münden die Königlich Preußische Forstakademie Hannoversch Münden gegründet wurde. 1922 wurde die Umbenennung in Forstliche Hochschule mit Rektoratsverfassung, Promotionsrecht, Habilitations- und Berufungsrecht beschlossen und am 3. Mai 1923 proklamiert. Am 6. Mai 1939 wurde sie der Forstlichen Fakultät der Georg-August-Universität Göttingen eingegliedert und zum Wintersemester 1970/1971 nach Göttingen verlegt. 

## Preisträger
Seit 1954 sind 39 Personen mit der Medaille ausgezeichnet worden.
- 1954: Aldo Pavari und Heinrich Eberts
- 1954: Hermann Röhrig, Oberlandforstmeister
- 1956: Konrad Rubner
- 1957: Julius Oelkers
- 1959: Wilhelm Hausmann, Oberlandforstmeister
- 1960: Hans Freiherr Geyr von Schweppenburg und Richard Kleinschmit, Forstmeister
- 1962: Hans Mayer-Wegelin
- 1963: Carl Möller
- 1967: Arthur Georgi junior und Albrecht Gruber
- 1968: Kurt Borchers, Georg Fehrensen, Hermann Junack, Oberforstmeister, Hermann Messer, Oberforstrat und Rudolf Müller, Landforstmeister
- 1970: Fred E. Dickinson
- 1979: Gerd Dietrich Schmidt, Forstdirektor, Karl-Heinz Oedekoven und Marcel van Miegroet
- 1980: Harold E. Young
- 1982: Hartmut Petri, Ministerialrat und Ilan Chet
- 1984: Jean Pardé[1]
- 1985: August Henne, Forstdirektor und Willi Kramer, Forstdirektor
- 1987: Franz Bauer, Chefredakteur und Helge Bryndum
- 1990: Elémer Somkuti und Walter Kremser, Oberlandforstmeister
- 1995: Wulf Böhmcker, Oberforstdirektor und Karl Döhrer, Forstdirektor
- 1996: Stefan Smelko und Hans Achim Gussone
- 1997: Anthonie van Laar
- 2000: Wang Shasheng
- 2003: Helmut A. Baetz, Verleger
- 2019: Hedda von Wedel[2]